# Schließkraftmessung
Fremdkraftbetätigte Schließsysteme wie Türen in Autobussen und Bahnen, Kraftfahrzeugfenster, Schutzvorrichtungen an Maschinen etc. können, wenn sie falsch eingestellt sind, Verletzungen an Personen verursachen. Zur Vermeidung gibt es gesetzliche Vorschriften, die Messverfahren und Grenzwerte festlegen. Diese Messungen nennt man Schließkraftmessung, die verwendeten Messgeräte sind Schließkraftmessgeräte.

## Schließkraftmessgeräte

### Elektronische Schließkraftmessgeräte Klasse 1
Das Klasse 1 Gerät ist ein elektronisches System zur Messung und Bewertung der Schließkraft an Bus- und Zugtüren und ist in Deutschland für Typenprüfung von automatisch öffnenden und schließenden Türen an Personen befördernden Fahrzeugen gesetzlich vorgeschrieben. Es empfiehlt sich auch zur Anwendung bei hohem Prüfaufkommen der vorgeschriebenen jährlichen Prüfung von solchen Fahrzeugen (z. B. städtische Beförderungsbetriebe, größere Busunternehmen etc.).
Anwender sind daher Hersteller von automatischen Türen, Busaufbauten und Betreiber von Bussen, Bahnen und Zügen.
Folgende Standards können mit Klasse 1 Geräten geprüft werden:
§ 35e Abs. 5 StVZO (Bustüren) – 2001/85/EG (Bustüren) – prEN 14752 (Zugtüren).

### Mechanische Schließkraftmessgeräte Klasse 2
Für die jährliche Überprüfung in Wartungswerkstätten mit kleinerem Prüfaufkommen sind mechanische Prüfgeräte mit Genauigkeitsklasse 2  ausreichend.
Sowohl die elektronischen wie auch die mechanischen Prüfgeräte müssen in regelmäßigen Abständen (vom Gesetzgeber und vom Hersteller vorgeschrieben) in einem autorisierten Betrieb kalibriert (mit geeichten Messmitteln auf Einhaltung der zulässigen Toleranzgrenzen überprüft) werden.

#### Geräte Typ 1
Das Schließkraftmessgerät 1 (SKM-1) ist ein elektronisches System in der Genauigkeitsklasse 1 zur Messung und Bewertung
der Schließkraft an Türen und Toren. Es besteht aus dem handgeführten, kalibrierten Sensor (verfügbar für verschiedene Messbereiche) in der gesetzlich vorgeschriebenen Form mit Kabelanschluss zum PC (z. B. über USB) und der zugehörigen Mess- und Archivierungssoftware (Windows-Programm mit Grafikausgabe) und wird  mit Handbuch und Aufbewahrungskoffer angeboten. Die Software wird in verschiedenen Sprachen angeboten. Im vorgeschriebenen Prüfablauf werden die Daten on-line graphisch auf dem PC dargestellt, anschließend manipulationssicher im PC mit Zusatzangaben bezüglich der erfolgten Prüfung gespeichert und ggf. als Protokoll ausgedruckt.

#### Mechanische Geräte Typ 2
Das Schließkraftmessgerät 2 (SKM-2) ist ein mechanisches Gerät in der Genauigkeitsklasse 2, welches den zu protokollierenden Spitzenwert der Messung anzeigt. Dies ist für die Durchführung der gesetzlich vorgeschriebenen SP Prüfung von fremdkraftbetätigten Türen an personenbefördernden Fahrzeugen ausreichend.